# Suillia laevis
Suillia laevis är en tvåvingeart som först beskrevs av Friedrich Hermann Loew 1862.  Suillia laevis ingår i släktet Suillia och familjen myllflugor. Inga underarter finns listade i Catalogue of Life.